# ヘルマン・グリム

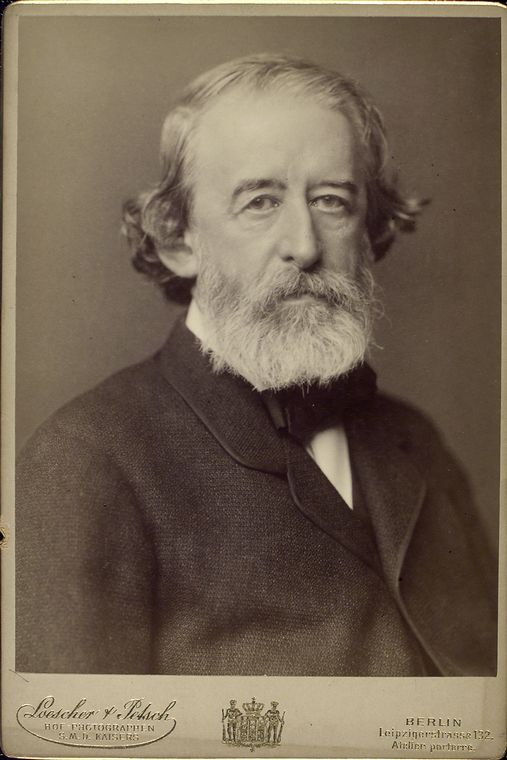
ヘルマン・グリム

ヘルマン・グリム（Herman Grimm, 1828年1月6日 - 1901年6月16日）は、ドイツの文化史家・著述家。ベルリン大学教授。

## 生涯
グリム兄弟の一人ヴィルヘルム・グリムとその妻ドロテアの息子で、レオポルト・フォン・ランケの弟子。1841年以降は、ベルリンで生活。ここで彼はゲーテの女友達だったベッティーナ・フォン・アルニムの親しい仲間のグループの一員で、1859年には彼女の娘ギーゼラ・フォン・アルニムと結婚する。1847年以降、法学や文献学の研究を始め、1868年ライプツィヒ大学で学位を取得、1870年にはベルリン大学で教授資格を取得した。
彼のキャリアの最大の成果は、1873年ベルリン大学から近代文化史の教授として招聘を受けたことである。彼は、ゲーテ協会の発足時のメンバーの一人で、ゲーテ全集ワイマール版の編纂者の一人でもある。彼がベルリン大学で講義した「ゲーテ講義」は、それを聴講したヴィルヘルム・ディルタイに彼の文芸評論集『体験と創作』の元となるゲーテ論文執筆のきっかけとなった。
彼は、信仰の上では仏教徒であった。彼の墓所はベルリン・シェーネブルクの旧聖マテーウス教会墓地にある。その後ベルリン市の名誉市民墓所となった。

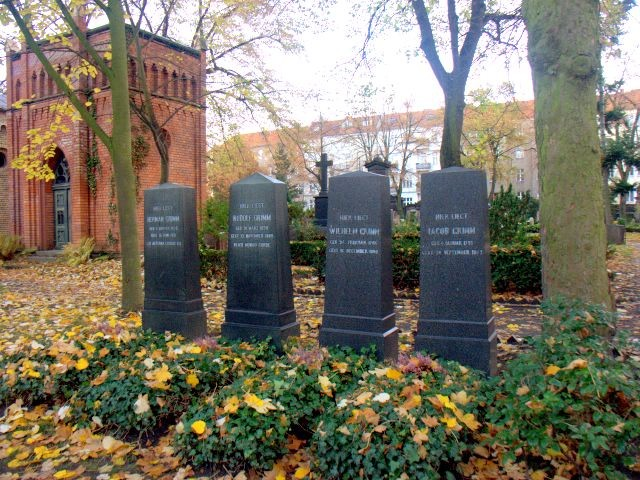
左からヘルマン・グリム、ヤコブ・グリム・ルートヴィッヒ・グリムの墓

## 著作
- Raffael - ラファエロ
- Novellen - 小説集
- Homers Ilias - ホメロスの『イリアス』
- Albrecht Dürer - アルブレヒト・デューラー
- Aufsätze zur Literatur - 文芸論集
- Deutsche Künstler. Sieben Essais - ドイツの芸術家たち：七つの論文
- Neue Essays über Kunst und Literatur - 最新芸術文芸論
- Goethes Freundschaftsbund mit Schiller - ゲーテのシラーとの交友
- Achim von Arnim und die ihm nahe standen - アヒム・フォン・アルニムとその周辺
- Vom Geist der Deutschen. Gedanken. Ein Brevier - ドイツ精神について
- Goethe. - ゲーテ：ベルリン大学講義
- Goethe in Italien. - 旅の途上でのゲーテ：ベルリンのゲーテ記念碑の序幕に際しての記念講演
- Die Cartons von Peter von Cornelius in den Sälen der Königl. Akademie der Künste zu Berlin - ペーター・フォン・コルネリウスのカートゥーンについて：ベルリン芸術アカデミーでの講演
- Michelangelo: Sein Leben in Geschichte und Kultur seiner Zeit, der Blütezeit der Kunst in Florenz - ミケランジェロ：生涯と当時の芸術、フィレンツェの芸術の絶頂期
- Das Jahrhundert Goethes. Erinnerungen und Betrachtungen zur deutschen Geistesgeschichte des neunzehnten Jahrhunderts - ゲーテ時代：近世ドイツ精神史の回顧と考察
- Zehn Ausgewählte Essays zur Einführung in das Studium der Modernen Kunst - 近代芸術研究入門、10編の論文
- Correspondence between Ralph Waldo Emerson and Herman Grimm. Ed. by Frederick William Holls. Port Washington, London: Kennikat Pr. 1971 (Literary America in the 19th Century. Kennikat Press scholarly Reprints) - ラルフ・ウォルドー・エマーソンとヘルマン・グリムの往復書簡
- Briefwechsel zwischen Jacob und Wilhelm Grimm aus der Jugendzeit - ヤーコプ・グリムとヴィルヘルム・グリムの往復書簡
- Briefwechsel mit Marianne von Willemer - マリアンネ・フォン・ヴィレマーとの往復書簡